# Hijos de la Libertad

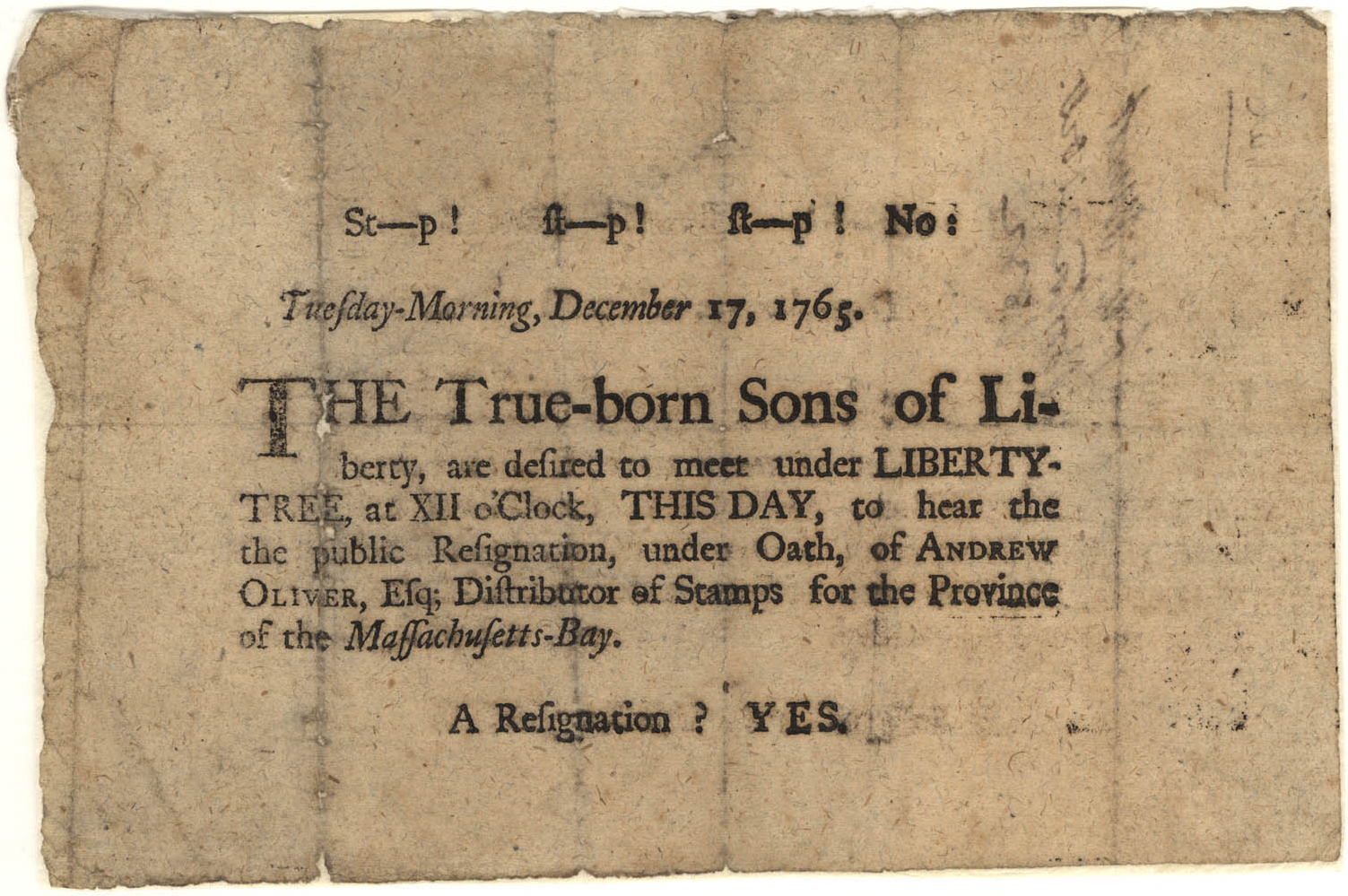
Una hoja de propaganda de 1765 sobre las organizaciones de Hijos de la Libertad y sus principios.

Los Hijos de la Libertad (Sons of Liberty en inglés) fue una organización de patriotas americanos que surgió en las colonias británicas de América del Norte. El grupo se había formado para proteger los derechos de los colonos y para manifestarse contra los abusos del gobierno británico. Son especialmente conocidos por haber participado en el Motín del té en Boston en 1773 en reacción contra la Ley del té, que dio lugar a las Leyes intolerables (una campaña de represión del Gobierno Británico) y a una movilización de patriotas en contra de ello.

## Orígenes
Desde 1765 se habían formado grupos secretos en las principales ciudades americanas para defender sus derechos. En Boston se creó el Boston Caucus Club, dirigido por Samuel Adams y compuesto por artesanos, comerciantes y profesionales, así como los "Loyal Nine". Estos grupos fueron absorbidos en una organización mayor, que fue bautizada como los Hijos de la Libertad. Su nombre viene de un discurso en el Parlamento Británico pronunciado por el Coronel Isaac Barré, en el que se refirió a los colonos como hijos de la libertad.
Para la opinión popular, los Hijos de la Libertad eran una organización clandestina formal, con líderes y miembros. No obstante, en la práctica era más bien un término para designar a cualquier hombre que se oponía a los impuestos y a las leyes de la Corona por su propia cuenta. Su popularidad permitió a los organizadores coordinar las protestas con símbolos, como el árbol de la libertad o los postes de la libertad (estructuras de madera coronadas con gorros frigios, los cuales eran símbolos de libertad) y otros encuentros públicos. Además, se convirtió en un símbolo para promover los esfuerzos intercoloniales contra las acciones del Parlamento y la Corona. Por ello su lema era "No taxation without representation", en español: "No a los impuestos sin representación".

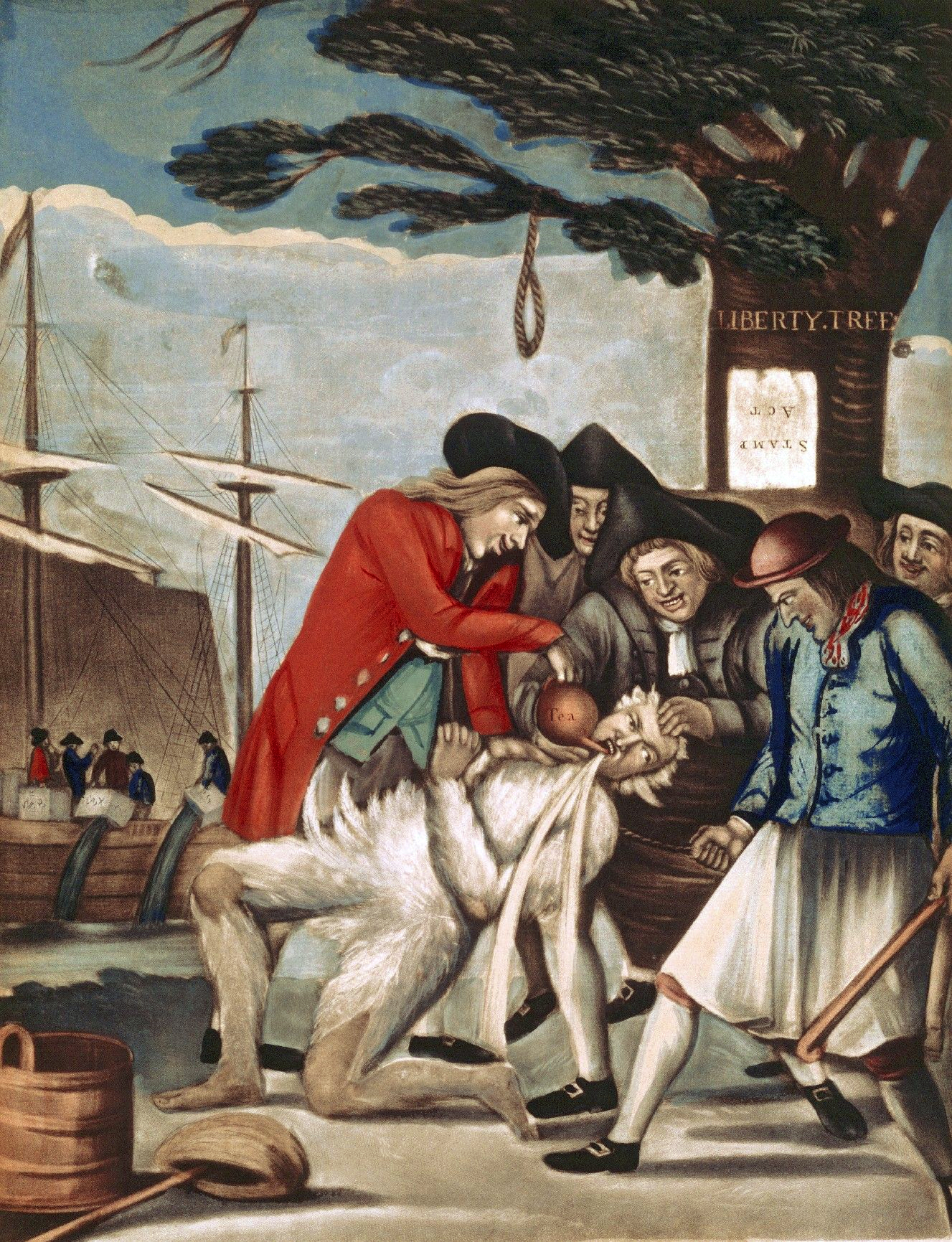
Los bostonianos pagando al recaudador de impuestos, propaganda británica en la que el Comisario de Aduanas de Boston es agredido por los patriotas, cuatro semanas después del Motín del té.

## Historia
A principios de 1754, el Ejército francés de Luis XV inició una campaña para intentar controlar los territorios indios del Norte de América (gran parte de lo que actualmente es Canadá), hoy conocida como la guerra franco-india. Tras una serie de victorias iniciales francesas, Gran Bretaña lanzó una contraofensiva que culminó con la derrota del ejército borbónico y la hegemonía británica en Norteamérica. 
Finalizado el conflicto, el Gobierno británico intentó recuperar el dinero invertido. Con este propósito, 10.000 soldados británicos fueron destinados a las colonias para que estas se encargaran de costear su manutención. A ojos de Londres, los colonos americanos eran los principales beneficiados de la derrota francesa y, por tanto, quienes debían hacer frente a los gastos del conflicto. Más adelante, el Parlamento aprobó una serie de impuestos, los cuales fueron rechazados por la mayor parte de los colonos bajo el argumento No a los impuestos sin representación (no había ningún representante de las colonias en la cámara legislativa). La tasa que más agitación causó fue la Ley del sello de 1765, que requería que la mayoría de los materiales impresos en las colonias se publicasen en papel sellado y producido en Londres. La ley despertó la oposición de los legisladores americanos, dando lugar a una serie de manifestaciones públicas que empezaron en Massachusetts.
Para aquel entonces, varios grupos autodenominados como Hijos de la Libertad ya existían en la mayoría de las colonias. La red se extendía mes a mes, conforme el movimiento independentista americano ganaba apoyo social. En agosto de 1765 se celebró la fundación formal del grupo en Boston. El 6 de noviembre, un comité fue establecido en Nueva York y en Connecticut para tratar los asuntos de todas las colonias.
En enero se produjeron las primeras conexiones entre los movimientos de Boston y Nueva York y, en marzo, Providence había estrechado vínculos con Nueva York, Nuevo Hampshire y Newport (Rhode Island). Ese mismo mes, el grupo se extendió a Nueva Jersey, Maryland y Norfolk (Virginia). Además, un grupo local de patriotas creado en Carolina del Norte fue atrayendo interés en Carolina del Sur y Georgia.

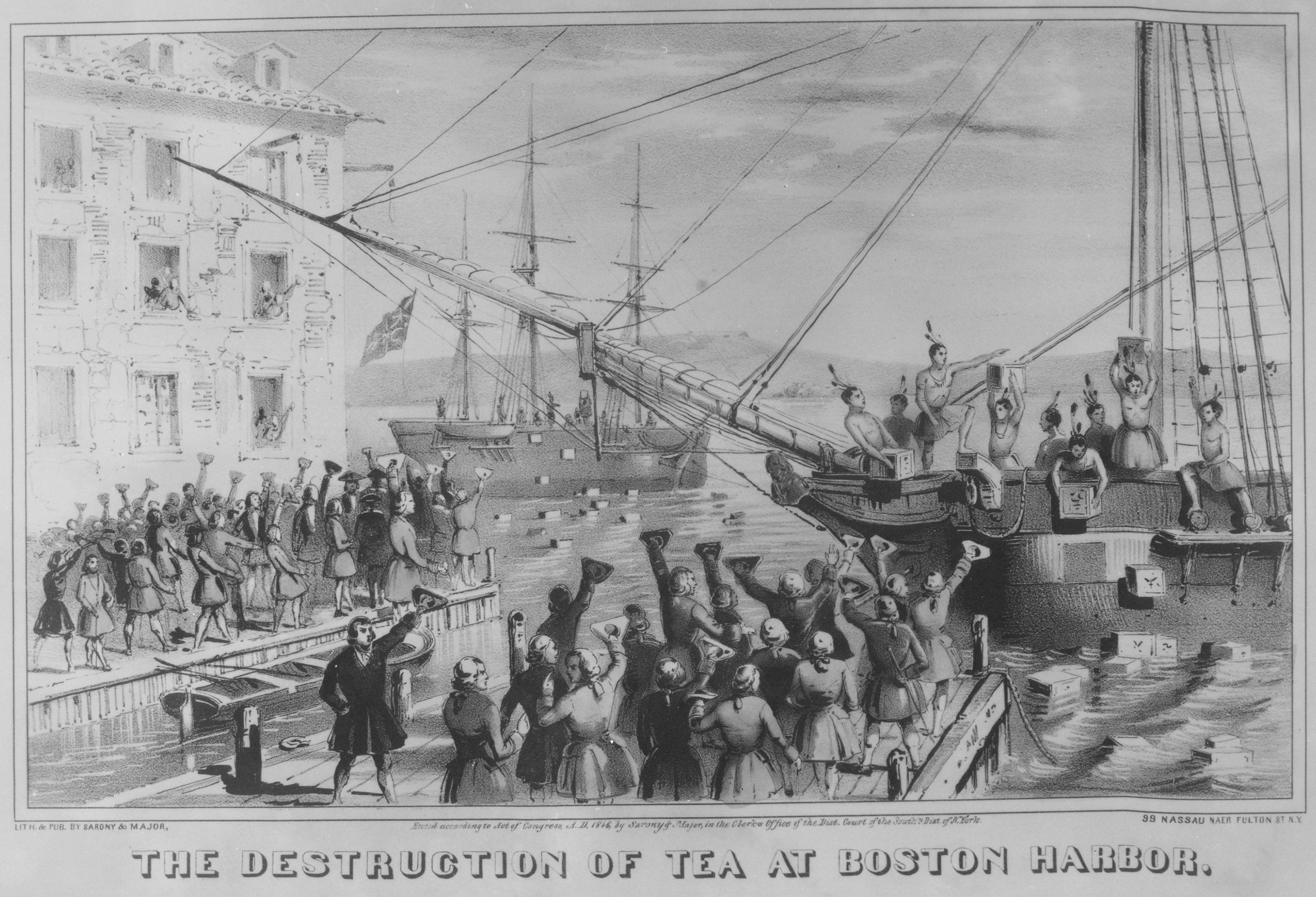
Representación artística del Motín del té

Los líderes de la organización pertenecían principalmente a la clase media: artesanos, comerciantes, abogados y políticos locales. Ni el político y filósofo Samuel Adams ni su primo John Adams eran miembros directos del grupo para evitar que fueran  relacionados con cualquier clase de violencia. No obstante, había otras personas influyentes como Benjamin Edes (trabajador de imprenta) y John Gill (periodista de la Boston Gazette) que colaboraban activamente en el grupo. 
Samuel Adams también escribía en el ya citado periódico bajo un pseudónimo, participando en la organización a través de textos y opiniones. A pesar de que muchos de sus líderes hablaban en contra de las acciones del Gobierno británico, la mayoría todavía aseguraban ser fieles a la Corona y declaraban como su único objetivo el de asegurar sus derechos. Incluso tras los disturbios de la Ley del sello, los Hijos de la Libertad defendían su lealtad al rey, confiando en que el Parlamento acabaría haciendo caso a sus demandas y revocando la ley.
Para fortalecer la causa, los Hijos de la Libertad sabían que tenían que dirigirse además a las clases bajas. Varios de sus miembros eran impresores, por lo que distribuyeron una gran cantidad de artículos sobre las reuniones y manifestaciones de los Hijos de la Libertad, así como sobre las ideas políticas fundamentales del grupo y sus objetivos políticos. Igualmente relataron los acontecimientos más importantes en su lucha contra las nuevas leyes, promoviendo su causa y difamando a la vez a los funcionarios locales del gobierno británico. Además, iniciaron un proceso de limpieza interna, en el cual cualquiera de sus miembros que hubiera estado relacionado con la Ley del sello era apartado del grupo y eliminado formalmente mediante elecciones. Los Hijos de la Libertad se reunían para decidir qué candidatos querían apoyar -normalmente aquellos que eran capaces de lograr verdaderos cambios políticos-. Esto fue utilizado por las autoridades británicas para denigrar a la organización, refiriéndose a ellos como los "Hijos de la violencia" o los "Hijos de la injusticia".
La comunicación interna del grupo entre las diferentes colonias permitió tomar medidas más efectivas en su lucha, como las movilizaciones en respuesta al Acta Townshend de 1768, en la que los colonos impusieron un boicot contra la importación y venta de productos británicos.

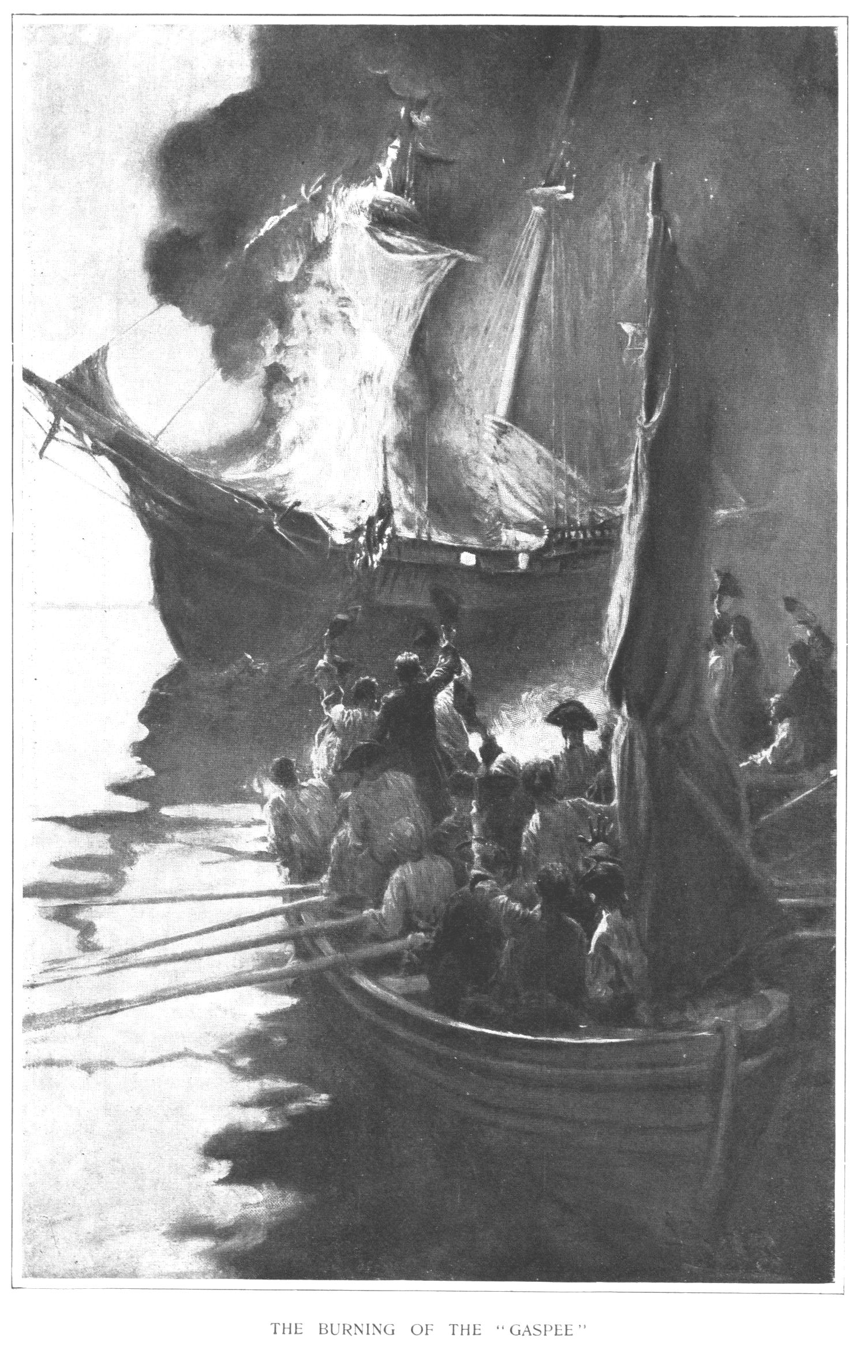
La quema del HMS Gaspée

En muchos casos, sus acciones públicas se tornaron violentas, ya que, a pesar de que las clases bajas estaban a menudo de acuerdo con las ideas defendidas por los Hijos de la Libertad, preferían manifestaciones que congregaran a multitudes y con más acción en vez de solo palabras. Por lo tanto, los manifestantes atacaron en muchas ocasiones propiedades de aristócratas, funcionarios de aduanas y otras autoridades británicas.
En la ciudad de Nueva York, los Hijos de la Libertad solían poner postes de la libertad como un testimonio de su determinación. Los soldados británicos los derribaban conforme eran descubiertos. Este clima de violencia dio lugar a varios choques entre ambos bandos, siendo el más notable de estos la Batalla de Golden Hill el 19 de enero de 1770, en la que varias personas resultaron heridas y al menos una murió. Estas escaramuzas se prolongaron y no acabaron hasta que Nueva York fue tomada finalmente por los patriotas en abril de 1775.
En Boston, un ejemplo de estos sucesos violentos fueron los que ocurrieron en relación con el distribuidor local de sellos, Andrew Oliver, fiel a la Corona. Los altercados comenzaron cuando un grupo de patriotas quemó varias efigies suyas en las calles. A pesar de ello, Oliver se negó a renunciar, y los colonos respondieron prendiendo fuego a sus oficinas. Aunque Oliver decidió al final abandonar el cargo, las manifestaciones no cesaron, y un grupo de hombres quemó la casa de su amigo y estrecho colaborador, el teniente gobernador Thomas Hutchinson. Se cree que los Hijos de la Libertad organizaban esta clase de actos violentos para movilizar a las clases más humildes e involucrarlas activamente en la rebelión. Además, el empleo de la fuerza logró que dimitieran otros muchos distribuidores de sellos. Los Hijos de la Libertad también fueron responsables de la quema del barco británico HMS Gaspée en 1772, una goleta inglesa amarrada en el puerto de Boston para impedir el uso de barcos que no fueran hechos en Inglaterra (Actas de Navegación).
En diciembre de 1773, los Hijos de la Libertad publicaron una declaración, firmada por la "Asociación de los Hijos de la Libertad de Nueva York", que expresaba formalmente su oposición a la Ley del té y la decisión de que todo aquel que participara en su aplicación era un "enemigo de las libertades de América" y que no tratarían, emplearían o tendrían ninguna conexión con quien "no transgrediera dichas resoluciones". Más adelante, los Hijos decidieron pasar a la acción directa. Reunidos en la tienda de impresión de Benjamín Edes, planearon lo que hoy se conoce como el Motín del té. En este famoso acto de protesta, varios de los miembros del grupo, disfrazados de indios nativos americanos, se infiltraron por la noche en los muelles de Boston y echaron al agua varias toneladas de té como protesta.
Al estallar la Revolución Americana, los Hijos de la Libertad evolucionaron o fueron sustituidos por grupos mayores, como el Comité de Seguridad. Finalizada la Guerra de la Independencia, Isaac Sears, junto con Marinus Willet y John Lamb, restablecieron temporalmente el grupo en la ciudad de Nueva York. En marzo de 1784, congregaron una enorme multitud para pedir la expulsión de los lealistas a la corona que aún quedaban en América, que comenzó finalmente el 1 de mayo.

## Bandera

La bandera de los Hijos de la Libertad

En 1767, los Hijos de la Libertad crearon una bandera llamada las barras revoltosas, con nueve rayas verticales paralelas (cinco rojas y cuatro blancas). Se supone que las nueve barras representan al grupo patriota Loyal Nine. También está asociada con el grupo una bandera con 13 rayas horizontales rojas y blancas, utilizada por las naves de comerciantes americanos durante la guerra. A pesar de que el rojo y el blanco eran las combinaciones comunes, fueron usadas otras como verde y blanco o amarillo y blanco.

## Miembros notables

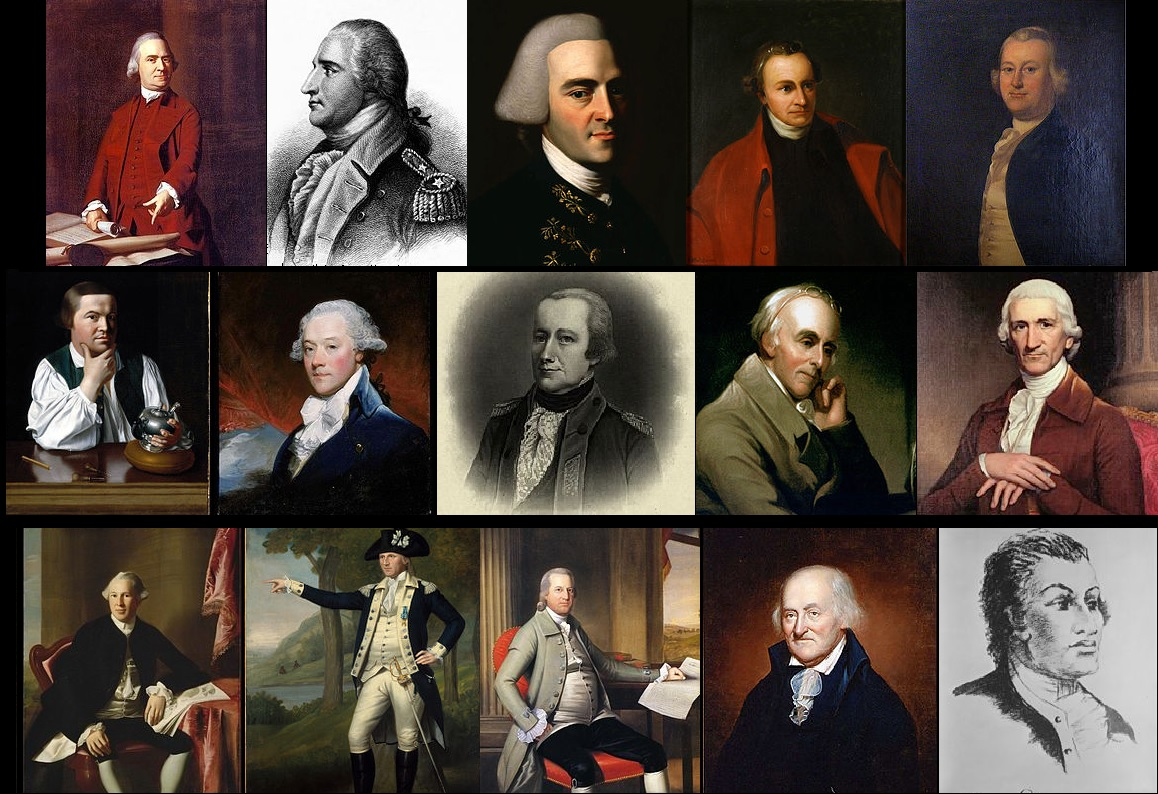

- Samuel Adams, escritor político y recolector de impuestos, Boston
- Benedict Arnold, empresario, más tarde general del Ejército Continental y del Ejército británico. Norwich[18]
- Benjamin Edes, periodista del Boston Gazette, Boston
- John Hancock, comerciante y contrabandista, Boston[19]
- Patrick Henry, abogado y terrateniente, Virginia
- John Lamb, comerciante, Nueva York
- William Mackay, comerciante, Boston
- Alexander McDougall, capitán de corsarios, Nueva York
- James Otis, abogado, Massachusetts
- Paul Revere, orfebre, Boston[20]
- Benjamin Rush, químico, Filadelfia
- Isaac Sears, capitán de corsarios, Nueva York
- Haym Solomon, broker financiero, Nueva York y Filadelfia.
- James Swan, financiero, Boston
- Charles Thomson, tutor y secretario, Filadelfia
- Joseph Warren, médico y soldado, Boston
- Thomas Young, médico, Boston
- Marinus Willett, ebanista y soldado, Nueva York
- Oliver Wolcott, abogado, Connecticut.
- Christopher Gadsden, comerciante, Charleston (Carolina del Sur).